# Julianelund
Julianelund Grundejerforening er en grundejerforening stiftet 25. august 1967. Den blev udstykket med 55 parceller og et fællesområde, og ligger ca. 4 kilometer sydvest for Helsingør havn. Navnet Julianelund kommer fra den frugtplantage som grundene blev udstykket fra. Der blev efterfølgende taget initiativer til byggemodning, og herunder indlagt el og vand, men ikke kloakering.
I 1973 fastlagdes den nordlige transportkorridor, der skal sikre areal til en mulig motorvej rundt om Helsingør til en kommende fast broforbindelse til Helsingborg. Det havde den konsekvens, at byggemodningen stoppede, og områdets udvikling blev fastfrosset.

## Historisk oversigt fra 1973 og frem
| 1973    | Transportkorridor fastlægges og går bl.a. gennem bebyggelserne i Julianelund. Reservationen fra 1963 til evt. motorvej ses der tilsyneladende bort fra, idet transportkorridoren nu placeres direkte gennem bebyggelserne i Julianelund – altså væk fra ubebygget fællesareal. Efter ønske fra Helsingør kommune ændres korridoren, således at den ikke går gennem LO-skolens område. Tilsyneladende er selve korridorens placering blevet ændret. Ifølge Kommuneplan 1982 for Helsingør kommune er flere ejendomme i Julianelund ikke beliggende i Transportkorridoren ligesom det område, hvor kommunen har vedtaget skal være erhvervsområde (herunder den del af Julianelunds fællesområde som er udlagt til en del af erhvervsområdet) udenfor korridorens placering. I det materiale, som Helsingør kommune har udsendt juli 2014 som høring vedr. landzonetilladelser dækker transportkorridoren alle bebyggelser i Julianelund samt en del af erhvervsområde/lokalplan fra 2002 | |
| 1976    | Grundejerforeningen retter henvendelse til kommune, idet mange grundejere ser deres fremtidsplaner m.h.t. byggemodning standset af lov om by- og landzoner, og grundejerforeningen forbeholder sig ret til at rejse spørgsmålet m.h.t. byggemodning og frigørelse af området fra landzone herunder trafikkorridor-klausulen. | Grundejerforeningens brev til Teknisk udvalg af 10.4.1976, 14.8.1976                                                |
| 1985    | I anledning af grundejers ansøgning om tilladelse til opførelse af kolonihavehus skriver kommunen til pågældende grundejer: Ifølge bygningsreglement for småhuse, der er trådt i kraft den 1.4.1985, kan det pågældende byggearbejde udføres uden byggetilladelse og tilladelse til ibrugtagning fra kommunalbestyrelsen, ligesom arbejdet ikke skal færdigmeldes. Selv om byggearbejdet kan udføres uden tilladelse og anmeldelse, skal bestemmelserne i småhusreglementets afsnit 2-14 overholdes i det omfang, der gælder for det pågældende arbejde. Endvidere skal arbejdet ske under iagttagelse af eventuelle servitutter, der er tinglyst på ejendommen | Brev af 17. maj 1985 fra kommunen til grundejer                                                                     |
| 1988    | Grundejerforeningen søger om tilladelse til at øge det bebyggede areal i Julianelund | |
| 1988    | Helsingør kommune har fremsendt anbefaling til Hovedstadsrådet af forøgelse af det bebyggede areal i Julianelund. Hovedstadsrådet giver tilladelse til at den eksisterende bebyggelse i Julianelund kan opføres med max. 50m2 med fordeling 24m2 kolonihavehus, 10m2 udhus, 12m2 terrasseoverdækning og 4m2 lege-eller drivhus. Tilladelserne er meddelt på vilkår, at der i forbindelse med udstedelse af byggetilladelse tinglyses nedrivningsklausul på de enkelte parceller for så vidt angår den del af arealet, hvormed bebyggelsen overstiger de tidligere tilladte 18m2. | |
| 1991    | Bygningsinspektoratet registrerer i byggesagsarkivet tegning over hus på ejendom i Julianelund. Iflg. tegningen er der tale om et sommerhus på 50 m2 | |
| 1995    | Helsingør kommune kontrollerer ejendomme i Julianelund, som kan give anledning til at tro, at parcellen bebos hele året. 13 parceller har vandforbrug på over 50m3. | |
| 1995    | Bygningsinspektoratet holder Julianelund under observation udenfor normal arbejdstid vedr. ulovlig benyttelse | |
| 1995    | Kommunen kontrollerer at ingen i Julianelund har folkeregisteradresse | |
| 1995    | Byrådsmedlem Per Christensen retter henvendelse til Teknik- og forsyningsudvalget vedr. eventuelle forbedringer/ligestilling mellem Julianelund og øvrige kolonihaveområder. PC ”foreslår møde mellem kommunen og Julianelund og her gøre opmærksom på, at området ligger i Transportkorridoren, at kommunen igen søger at få korridoren ophævet, men at de tilladelser, samt de investeringer grundejerne evt. får lov at afholde, skal ses i lyset af, at kommunen ikke vil påtage sig en erstatningspligt i tilfælde af at korridoren pludselig skal bruges, og dette får indflydelse på grundejernes tidligere investeringer og tilladelser. Vel vidende, at der kan være meget juristeri i dette område så bør vi (kommunen) en gang for alle vise smidighed og handling over dette helt galt placeret område, hvor det ikke er grundejerne der i tresserne lavede denne planlægning.”                                                                                             | Brev af 30. maj 1995 fra Per Christensen til Teknik- og forsyningsudvalget, ejendomsudvalget og teknisk forvaltning |
| 2002    | Helsingør kommune vedtager lokalplan og udlægger en del af Julianelunds fællesområde (som i 1960érne blev reserveret til motorvej til H-H forbindelsen) til erhvervsområde (området overføres til byzone. Så en del af Julianelund er således i dag beliggende i byzone. Ovenstående område er beliggende i transportkorridoren. Områdets anvendelse til erhverv er i strid med deklarationen for Julianelund, idet denne ikke er ændret i forbindelse med vedtagne lokalplan. | |
| 2006    | Kommunen oplyses om, at et nybygget hus i Julianelund er på min. 80 m2 | |
| 2007    | En interesseret køber til en ejendom i Julianelund retter henvendelse til Helsingør kommune. I brevet til kommunen spørger pgl. ind til retstilstanden i Julianelund, idet kommunen i anden sammenhæng har oplyst, at der den 9. oktober 2006 var 30 personer tilmeldt med folkeregisteradresse i Julianelund. Fra daværende borgmester Per Tærsbøl får den interesserede køber oplyst, at Julianelund er et sommerhusområde og at der kun gives dispensation til helårsbeboelse ved sygdom. | |
| 2008    | Nærmeste nabo (Landlyst) samt Ørnholmvej kloakeres (selv om disse områder er beliggende i transportkorridoren) Hele området rundt om Julianelund er således kloakeret. Julianelund søger om kloakering – får afslag. | |
| 2008    | Grundejerforeningen ansøger om forøgelse af bebyggelse til 15% | |
| 2008-09 | Et område i transportkorridoren nord for Julianelund og Teglstrup Hegn fredes, således at denne del af korridoren ikke kan anvendes til transport. | |
| 2009    | Grundejerforeningens ansøgning om bebyggelsesprocent på 15% behandles i ejendomsudvalget. Sagen udsættes indtil udvalget har holdt møde med grundejerforeningen | |
| 2009    | Helsingør kommune giver dispensation fra skovbyggelinjen på nabohus til Julianelund beliggende i transportkorridoren. Skov- og naturstyrelsen har ingen bemærkninger hertil. Tilbygningen skal i øvrigt ikke have landzonetilladelse, idet ejendomme over 250 m2 ikke skal have en sådan ligesom der heller ikke kan kræves fjernelsesklausul | |
| 2010    | Iflg. COWI-rapport interviewes tidl. borgmester Johannes Hecht-Nielsen i forbindelse med revision af Fingerplan. Her udtaler tidl. borgmester bl.a. ”den nordlige reservation giver ikke mere mening, og derfor burde staten tage initiativ til dialog om en revision…. Hele den nordlige del af korridoren er urealistisk og bør tages ud. I stedet for bør der indarbejdes en korridor til en sydlig linjeføring. Det bør også undersøges om fremtidige ledninger, herunder naturgasledninger, kan anlægges ved en sydlig linjeføring……Den nordlige del af korridoren skal udgå … Hvis staten ikke vil gå i gang med det nædvendige afklaringsarbejde i form at et samlet projekt, så bør staten i det mindste aflyse den nordlige del af korridoren og erstatte den med en korridor for sydløsningen.” | |
| 2011    | Ejendomsudvalget behandler sag vedr. lovliggørelse af Julianelund | |
| 2011    | Kommunen retter henvendelse til Miljøministeriet idet man har behov for at få præciseret hvad/hvor meget, der kan lovliggøres indenfor transportkorridoren, samt eventuelle tidsfrister for lovliggørelse, såfremt der ikke kan foretages fuldstændig retlig lovliggørelse. | Kommunens brev til Miljøministeriet af 16.8.2011                                                                    |
| 2011    | Naturstyrelsen i Roskilde svarer tilbage til Helsingør kommune, at styrelsen hermed skal oplyse, at arealreservationen til trafikkorridoren indgår i landplandirektivet Fingerplan 2007, og det er kommunerne, der varetager administrationen af korridorarealerne i både landzone og byzone. | Styrelsens mail til Helsingør kommune af 12.9.2011                                                                  |
| 2013    | Revision af Fingerplan 2013 – korridoren nord for Helsingør opretholdes indtil videre, idet man afventer Femern-forbindelsen. Korridoren reserveres udelukkende til ledninger + rør | |
| 2017    | Erhvervsminister Brian Mikkelsen meddeler at transportkorridoren ophæves for en række områder, her under også Jullianelund, i forbindelse med en overordnet revision af arealreservationer omkring hovedstaden. Der er nu banet vej for et planudvalgsarbejde, der kan sikre Julianlund overføres til byzone og lovliggøres. | Feb. 2017 |
| 2021    | Helsingør Byråd vedtager den 1. marts den endelige lokalplan (L 1.177) for Julianelund med 24 ud af 25 stemmer. Hermed gives der tilladelse til helårsbeboelse. Over 20 års arbejde har nu fundet en lykkelige slutning. | Mar. 2021 |